# Otolelus neglectus
Otolelus neglectus é uma espécie de insetos coleópteros polífagos pertencente à família Aderidae.
A autoridade científica da espécie é Jacquelin du Duval, tendo sido descrita no ano de 1863.
Trata-se de uma espécie presente no território português.